# Innocent le Maronite
Innocent est nommé évêque de Philippes en remplacement de Démétrius, malade, au moment des débats organisés par Justinien, en 532 ou au début de 533, pour préparer le synode de Constantinople de 533 qui devait réconcilier les sévériens et les partisans de l'orthodoxie néo-chalcédonienne. Il défendit, en particulier, la formule « l'Un de la trinité incarné ».
On possède de lui un traité et une lettre adressée à Thomas de Thessalonique, relatifs à ces événements.
Il n'est pas clair si son titre de maronite lui vient du saint (Maroun) ou d'un lieu (Maronea) éponyme.

## Référence aux éditions
- CPG 6846-6849